# Aletis fascelis
Aletis fascelis là một loài bướm đêm trong họ Geometridae.